# Kazunori Yamauchi

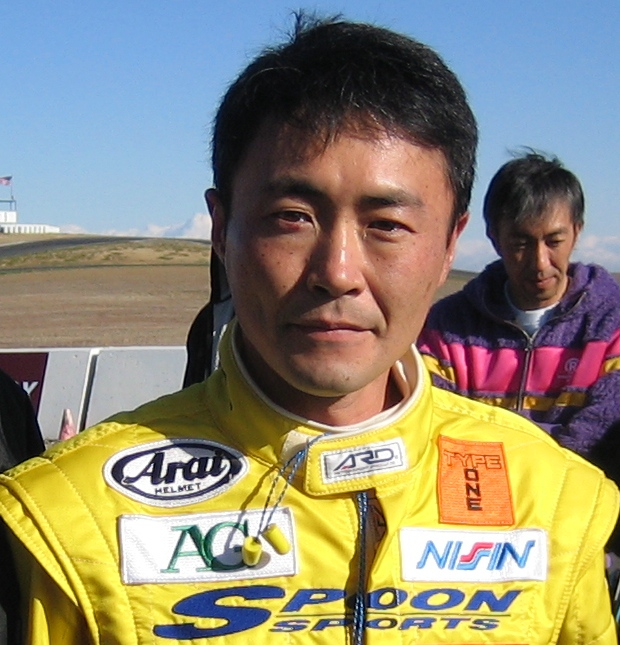
Kazunori Yamauchi

Kazunori Yamauchi (jap. 山内 一典 Yamauchi Kazunori; ur. 5 sierpnia 1967 r.)  –  twórca serii Gran Turismo i dyrektor Polyphony Digital. Został szefem Polyphony Digital po stworzeniu swojej pierwszej gry na konsolę PlayStation, Motor Toon Grand Prix.